# Desa Lambangkuning (administrativ by i Indonesien, lat -7,85, long 113,06)
Desa Lambangkuning är en administrativ by i Indonesien.   Den ligger i provinsen Jawa Timur, i den västra delen av landet, 700 km öster om huvudstaden Jakarta.